# Chrysolina ulugkhemica
Chrysolina ulugkhemica é uma espécie de artrópode pertencente à família Chrysomelidae.